# 中油宏南宏毅宿舍群
中油宏南宏毅宿舍群，常被稱為高雄煉油廠宿舍，是位於台灣高雄市楠梓區的社區及宿舍建物群，前身為台灣日治時期日本海軍第六燃料廠之附屬眷舍，中華民國時期作為台灣中油高雄煉油廠的員工宿舍使用。2013年8月，高雄市古蹟歷史建築聚落文化景觀審議會決議通過中油宏南宏毅宿舍群為文化景觀，經調查研究後2015年8月正式公告登錄為文化景觀，名稱為「日本第六海軍燃料廠(中油宏南宿舍群等)」，2014年7月，其中一棟建物以「日本第六海軍燃料廠丁種官舍(中油宏南舊丁種雙併宿舍)」名稱指定為市定古蹟。

## 歷史發展
日治時期的宿舍區可簡單分為三區，職員（軍官）所居住的「宏毅新邨」；日籍職工及台灣籍高階職工所居住的「後勁宿舍」，以及臺籍單身職工所居住的東門外宿舍區。中華民國政府接收日本海軍第六燃料廠後，「宏毅新邨」改為「宏南宿舍區」，供職員居住；「後勁宿舍」改為「宏毅宿舍區」，供職工居住；而原東門外之宿舍區則任其荒廢，並在1980年代拆除。而後由於員工數量增加，陸續徵收附近用地，增建宿舍，建築圍牆確立區域，逐漸形成現在的社區面貌。1970年，原先之宏毅社區中又分出宏榮社區，此三社區即為目前高雄市楠梓區之「宏南里」、「宏毅里」及「宏榮里」。

## 外部連結
- 文化部文化資產局——日本第六海軍燃料廠丁種官舍(中油宏南舊丁種雙併宿舍)（页面存档备份，存于）